# ハドソンバレー・レネゲーズ
ハドソンバレー・レネゲーズ（英語: Hudson Valley Renegades）は、アメリカ合衆国ニューヨーク州ダッチェス郡フィッシュキル町に本拠地をおくマイナーリーグのプロ野球チーム。MLBのニューヨーク・ヤンキース傘下A+級チームでサウス・アトランティックリーグ北地区に所属している。本拠地球場はダッチェス・スタジアム。

## 歴史
1983年、ニューヨーク州ニューアークにニューアーク・オリオールズの名でニューヨーク・ペンリーグ所属かつボルチモア・オリオールズ傘下のマイナー球団として創設された。
ペンシルベニア州エリーへの移転（1988年 - 1993年）を経た後、1994年にニューヨーク州フィッシュキル町への移転に伴い、チーム名がハドソンバレー・レネゲーズに改称された。1996年のみテキサス・レンジャーズとタンパベイ・デビルレイズの混成での傘下となっていた。
毎年4月にはレネゲーズ主催で「ハドソンバレー・ベースボール・クラシック」が開催され、マリスト大学とアメリカ陸軍士官学校の学校同士の対戦が行われている。また、レネゲーズのフロントは「楽しいチーム」作りを促進しており、イニング間のアトラクションに力を入れている。
2021年よりニューヨーク・ヤンキースの傘下A+級の球団となった。

## 過去の主な所属選手

### ニューアーク・オリオールズ時代
- スティーブ・フィンリー

### エリー・オリオールズ及びセーラーズ時代
- ピート・ローズ・ジュニア
- アーサー・ローズ
- マイカ・フランクリン

### ハドソンバレー・レネゲーズ時代
- ジム・ブラウワー
- クリフ・ブランボー
- スコット・ポドセドニック
- ライアン・デンプスター
- ライアン・グリン
- クレイグ・モンロー
- ブランドン・ナイト
- コーリー・リー
- トビー・ホール
- ダン・ウィーラー
- ライアン・ループ
- ホルヘ・カントゥ
- マット・ダイアズ
- ジョシュ・ハミルトン
- ジョー・ケネディ
- エドガー・ゴンザレス (内野手)
- セス・マクラング
- ダグ・ウェクター
- ジェームズ・シールズ
- ジョン・スウィッツァー
- ジェイソン・プライディ
- ジェイソン・ハメル
- ホセ・ベラス
- ジョン・ジェイソ
- ボビー・クレイマー
- ブランドン・マン
- チャド・オーベラ
- アンディ・ソナンスタイン
- ウェイド・デービス
- ジェイク・マギー
- エバン・ロンゴリア
- ジェレミー・ヘリクソン
- ショーン・オマリー
- スティーブン・ボート
- アレックス・カッブ
- ティム・ベッカム
- アレックス・コロメ
- アルバート・スアレス
- デレク・ディートリック
- アダム・リベラトーレ
- エニー・ロメロ
- ザック・ロスカップ
- ウィルキング・ロドリゲス
- ルーク・メイリー
- ジョーイ・リッカード
- ディラン・フローロ
- ライアン・ガートン
- ジェシー・ハン
- ジョニー・フィールド
- オマー・ナルバエス
- オースティン・プルイット
- ハンター・ウッド
- ディエゴ・カスティーヨ
- ジョニー・チリノス
- トミー・ファム